# After the Ordeal

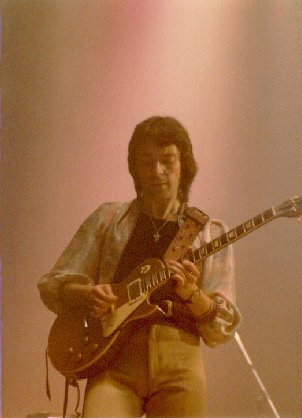
Steve Hackett 1977

After the Ordeal ist ein Song der britischen Band Genesis. Er wurde 1973 auf dem Album Selling England by the Pound veröffentlicht.

## Rezeption
François Couture rezensierte auf Allmusic:

„Obwohl es der ganzen Band zugeschrieben wird (wie alle Songs zu dieser Zeit), ist ‚After the Ordeal‘ eindeutig eine Komposition von Steve Hackett. Er spielt bei diesem Instrumentalstück die Hauptrolle. Der Titel bezieht sich auf den vorherigen Song auf der Original-LP, ‚The Battle of Epping Forest‘. Dies ist die Ruhe nach der Schlacht. Der einfache Song beginnt mit einer Akustikgitarre und wechselt dann zur elektrischen Gitarre, die zwei sehr melodische Themen durchläuft – typisches Hackett-Material. Gedacht als Pause zwischen den zehnminütigen Tracks ‚The Battle of Epping Forest‘ und ‚The Cinema Show‘ …, kam ‚After the Ordeal‘ nie über seinen Platz als Füllmaterial hinaus.“